# Malpensa Express
| Ein Treno Alta Frequentazione im Bahnhof Cadorna |  |                        |                        |
| |  |                        |                        |
| \| \| \| Milano Cadorna \| \| \| \| \| Milano Centrale \| \| \| \| \| Milano Porta Garibaldi \| \| \| \| \| \| \| \| \| \| Milano Nord Bovisa \| \| \| \| \| Saronno \| \| \| \| \| Rescaldina \| \| \| \| \| Castellanza \| \| \| \| \| Busto Arsizio Nord \| \| \| \| \| Ferno-Lonate Pozzolo \| \| \| \| \| Malpensa Terminal 1 \| \| \| \| \| Malpensa Terminal 2 \| \| |  |                        |                        |
| Kopfbahnhof Streckenanfang |  | Milano Cadorna         | Milano Cadorna         |
| Strecke · Kopfbahnhof Streckenanfang |  | Milano Centrale        | Milano Centrale        |
| Strecke · Bahnhof |  | Milano Porta Garibaldi | Milano Porta Garibaldi |
| Abzweig geradeaus und von links · Strecke nach rechts |  |                        |                        |
| Bahnhof |  | Milano Nord Bovisa     | Milano Nord Bovisa     |
| Bahnhof |  | Saronno                | Saronno                |
| Bahnhof |  | Rescaldina             | Rescaldina             |
| Bahnhof |  | Castellanza            | Castellanza            |
| Bahnhof |  | Busto Arsizio Nord     | Busto Arsizio Nord     |
| Bahnhof |  | Ferno-Lonate Pozzolo   | Ferno-Lonate Pozzolo   |
| Bahnhof |  | Malpensa Terminal 1    | Malpensa Terminal 1    |
| Kopfbahnhof Streckenende |  | Malpensa Terminal 2    | Malpensa Terminal 2    |

Der Malpensa Express ist eine italienische Flughafenlinie, die von der lombardischen Eisenbahngesellschaft Trenord betrieben wird. Sie verbindet den Flughafen Mailand-Malpensa abwechselnd mit dem Hauptbahnhof Milano Centrale und dem FNM-Kopfbahnhof Cadorna im Mailänder Stadtzentrum. Hinsichtlich Takt und Fahrzeugen ähnelt der Malpensa Express einem Regional-Express.

## Geschichte
Die Zuglinie nach Milano Cadorna nahm mit der Eröffnung des Terminals 1 am Flughafens und der Flughafenbahn im Jahre 2000 den Betrieb auf. Seit dem Fahrplanwechsel am 12. Dezember 2010 gibt es zusätzlich Verbindungen zum Hauptbahnhof Milano Centrale.

## Verlauf
Zwischen Cadorna und Saronno fährt der Malpensa Express über die Bahnstrecke Mailand–Saronno, legt allerdings nur am Bahnhof Milano Nord Bovisa einen Zwischenhalt ein. Ab Saronno wird die Bahnstrecke nach Novara benutzt, wo der Zug im Bahnhof Busto Arsizio Nord auf die Strecke vom FS-Bahnhof Busto Arsizio zum Flughafen Malpensa abzweigt.

## Fahrplan
Die Züge verfügen nur über eine Wagenklasse und verkehren in beide Richtungen durchgehend im Halbstundentakt. Seit 2008 werden auch Verbindungen angeboten, die von Malpensa ohne Halt nach Cadorna fahren. Eine Non-Stop-Fahrt dauert 29 Minuten, mit Zwischenhalten beträgt die Fahrzeit zwischen 35 und 40 Minuten.

## Rollmaterial

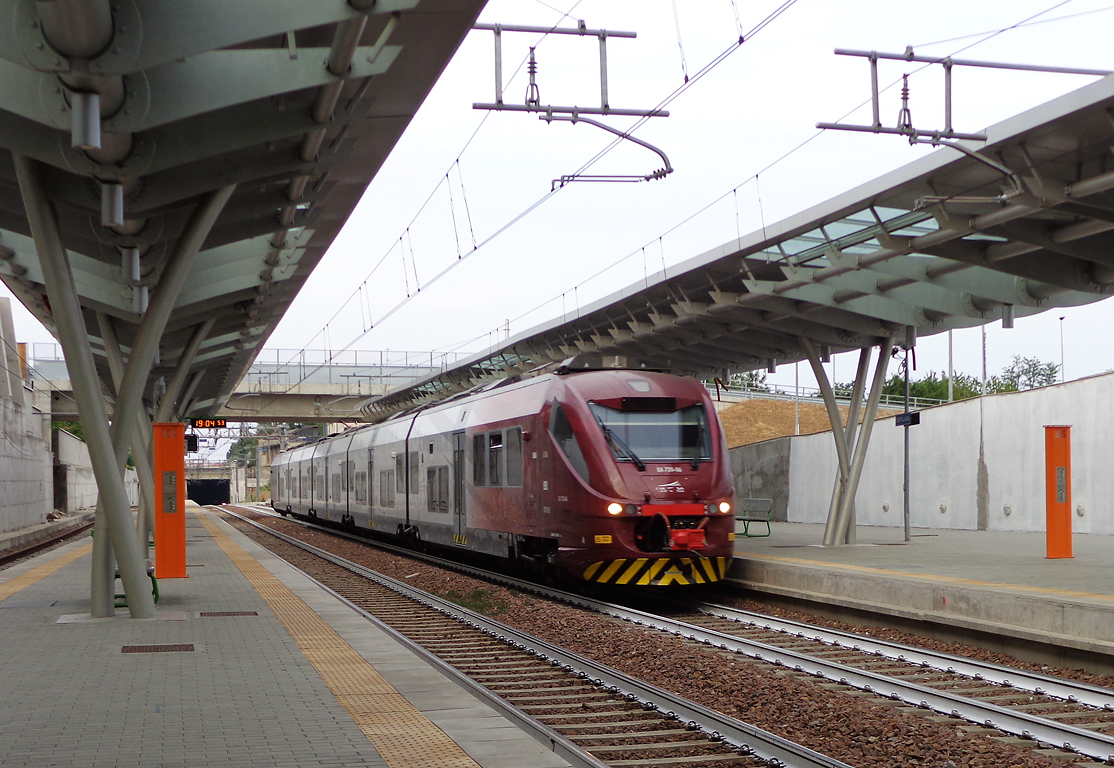
ETR.245 Coradia Meridian im Bahnhof Castellanza

Für den Betrieb des Malpensa Express wurden Triebzüge verschiedener Baureihen speziell rot-weiß lackiert. Neben 5 fünfteiligen ETR.245 des Typs Alstom Coradia Meridian kommen vor allem Doppelstockzüge zum Einsatz. Die FNM betreibt 27 Vierwagenzüge des Typs Treno Alta Frequentazione (TAF) mit Design von Pininfarina und hat 10 Fünfwagenzüge Hitachi Caravaggio bestellt.

## Knotenpunkte
Folgende Halte des Zuges haben eine größere Bedeutung für den Umsteigeverkehr:
- Milano Cadorna: FNM-Kopfbahnhof im Zentrum Mailands
- Milano Nord Bovisa: FNM-Linien nach Erba und Asso zweigen ab, sowie Anschluss ans Netz der S-Bahn Mailand
- Saronno: Betriebsmittelpunkt der FNM, Trennung der Strecken nach Como und Varese
- Busto Arsizio Nord: Umsteigepunkt zu den FNM-Zügen nach Novara sowie zum nahen FS-Bahnhof an der Simplon-Südzufahrt

## Stichstrecke Busto Arsizio–Malpensa
| \| \| \| aus Domodossola \| \| \| \| \| Busto Arsizio \| \| \| \| \| nach Milano Centrale \| \| \| \| \| \| \| \| \| \| FNM-Strecke aus Milano Cadorna – Saronno MXP \| \| \| \| \| \| \| \| \| \| Busto Arsizio Nord \| \| \| \| \| \| \| \| \| \| FNM-Strecke von/nach Novara \| \| \| \| \| \| \| \| \| \| Ferno-Lonate Pozzolo \| \| \| \| \| \| \| \| \| \| Malpensa Terminal 1 \| \| |  |                                              |                                              |
| Strecke |  | aus Domodossola                              | aus Domodossola                              |
| Bahnhof |  | Busto Arsizio                                | Busto Arsizio                                |
| Abzweig geradeaus und nach links |  | nach Milano Centrale                         | nach Milano Centrale                         |
| Strecke |  |                                              |                                              |
| Abzweig geradeaus und von links |  | FNM-Strecke aus Milano Cadorna – Saronno MXP | FNM-Strecke aus Milano Cadorna – Saronno MXP |
| Tunnelanfang |  |                                              |                                              |
| Bahnhof (im Tunnel) |  | Busto Arsizio Nord                           | Busto Arsizio Nord                           |
| Tunnelende |  |                                              |                                              |
| Abzweig geradeaus, nach links und von links |  | FNM-Strecke von/nach Novara                  | FNM-Strecke von/nach Novara                  |
| Tunnelanfang |  |                                              |                                              |
| Haltepunkt / Haltestelle (im Tunnel) |  | Ferno-Lonate Pozzolo                         | Ferno-Lonate Pozzolo                         |
| Tunnelende |  |                                              |                                              |
| Kopfbahnhof Streckenende |  | Malpensa Terminal 1                          | Malpensa Terminal 1                          |

Die Stichstrecke von Busto Arsizio zum Flughafen wird neben dem Malpensa Express auch von Regionalzügen der Trenitalia LeNORD, der S50 der S-Bahn Tessin und von Eurostar Italia-Zügen bedient, die bis Milano Bovisa die Trasse der FNM benutzen. Sie wurde im Jahre 2000 zeitgleich mit dem Flughafenterminal 1 eröffnet. 2016 folgte die Verlängerung zum Terminal 2 des Flughafens.